# Château Cantenac-Brown
Koordinaten: 45° 1′ 40,1″ N, 0° 40′ 45″ W

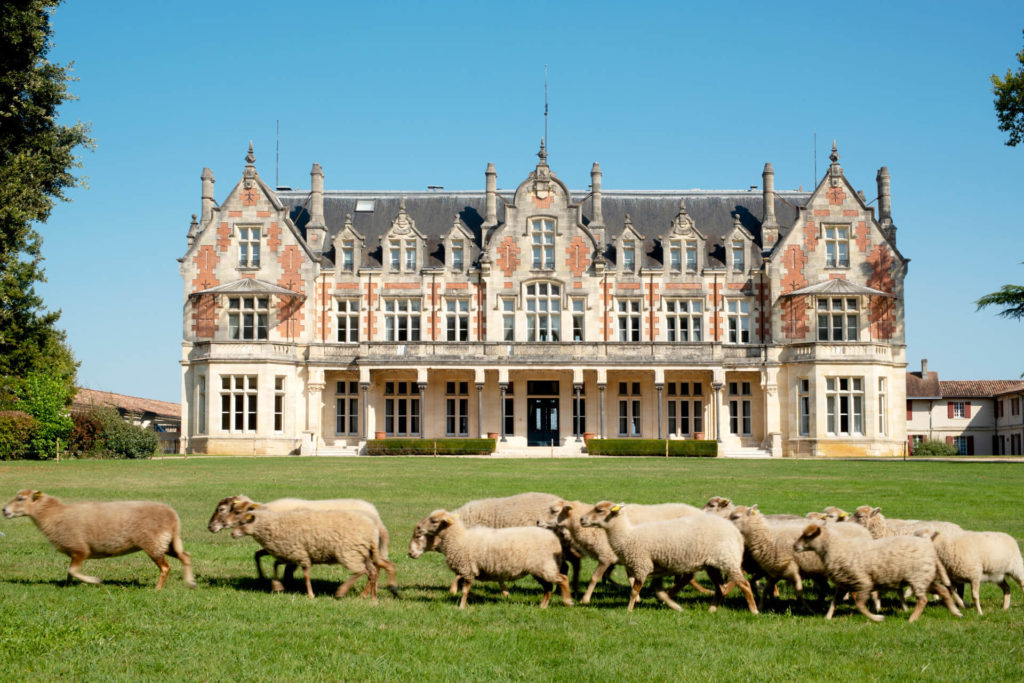
Château Cantenac Brown im Tudorstil

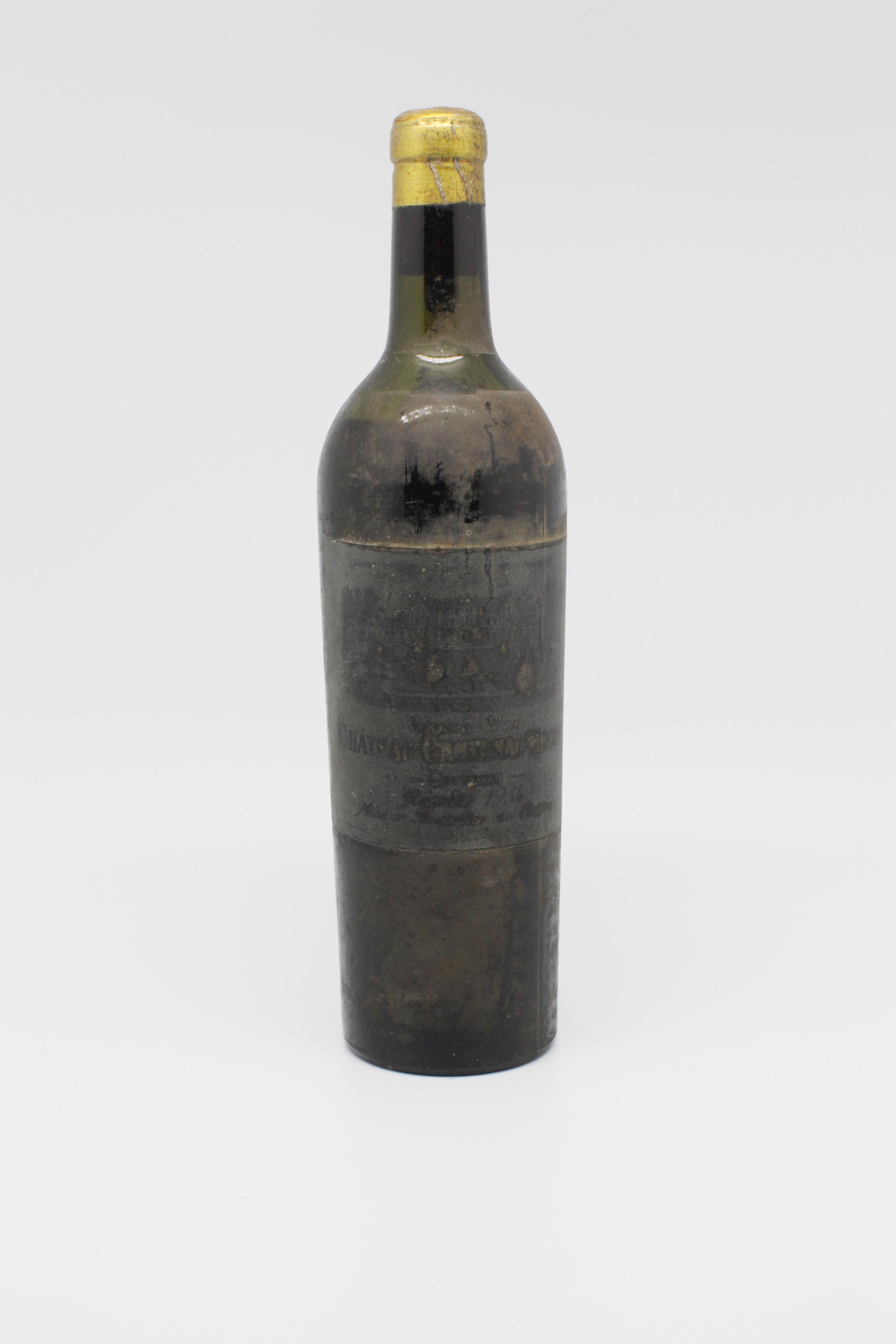
Weinflasche mit Etikett Chateau-Cantenac Brown von 1934

Château Cantenac-Brown ist ein französisches Weingut in der Appellation Margaux, auf der Halbinsel Médoc. Das 48 Hektar große Gut im Ortsteil Cantenac erhielt 1855 im Rahmen der Bordeauxwein-Klassifikation den Rang eines 3ième Grand Cru.
Die Rebflächen in Margaux sind zu 65 % mit den Rebsorten Cabernet Sauvignon, 30 % Merlot und 5 % Cabernet Franc bestockt. Nach der Vergärung in temperaturgeregelten Edelstahltanks reift der Wein mindestens 12–15 Monate in Barriques.
Der Zweitwein des Gutes heißt seit dem Jahr 2001 Brio de Cantenac Brown. Vorher hieß er Château Canuet. Château Cantenac-Brown wird vom Önologen Herr Boissenot begleitet und beraten.

## Geschichte
Am 11. August 1754 kaufte der irischstämmige Jacques Boyd Rebflächen von der Familie de Sainvincens und gründete damit das Weingut. Am 28. August 1806 ging das Gut an John Lewis Brown (Onkel des gleichnamigen Malers John Lewis Brown) über, der in die Familie Boyd eingeheiratet hatte. Den größeren Teil nannte er Château Cantenac-Brown. Für diesen Teil entwarf er das sehenswerte Gebäude im Tudorstil. Im Jahre 1843 verkaufte er das Château an einen Bankier namens Gromard. Später wurde es im Jahre 1860 vom reichen Weinhändler Armand Lalande gekauft, der auch das Château Léoville-Poyferré besaß. Dieser bepflanzte die Rebflächen neu und modernisierte die Keller. Frau Edouard Lawton (eine geborene Lalande) vermachte den Besitz ihrem Sohn Jean, der das Gut 1968 in sehr schlechtem Zustand an die Familie du Vivier übergab. 1989 ging das Gut in Besitz der Versicherungs-Gruppe AXA über. Seit 2006 ist es im Besitz der Familie Halabi.

## Terroir
Seit 1996 wendet José Sanfins die Prinzipien des nachhaltigen Weinbaus an. Nachhaltige Prinzipien sind Schlüsselelemente auf dem Anwesen, wo der Einsatz von chemischen Düngemitteln in den letzten zwanzig Jahren drastisch reduziert wurde. Die Arbeit an den Reben wird von Hand durchgeführt.
Das Château liegt auf steinigem Land im Süden von Margaux auf einem für das Médoc typischen kiesigen Boden, der eine gute Drainage ermöglicht.
Der Weinberg umfasst 148 Acres (60 ha) und besteht aus 65 % Cabernet Sauvignon, 30 % Merlot und 5 % Cabernet Franc, die den Weinen ein intensives Bouquet verleihen, das für die Reifung günstig ist. Das Durchschnittsalter der Reben beträgt 35 Jahre.

## Weine
Das Gut produziert derzeit 3 Weine
- Château Cantenac Brown, ein 3. Grand Cru Classé 1855, gereift in französischen Eichenfässern, Barrique
- BriO de Cantenac Brown, der Zweitwein auf der «Appellation Margaux», gereift in französischen Eichenfässern, Barrique
- AltO de Cantenac Brown, der  Weißwein auf der Appellation Bordeaux, angebaut auf einem Weingut mit der Fläche von 4.5 Acres (1,6 Hektar), komponiert aus 90 % Sauvignon Blanc und 10 % Sémillon.